# Mycoplasma conjunctivae
Mycoplasma conjunctivae è una specie di batterio appartenente alla famiglia delle Mycoplasmataceae.